# Kabazytaksel
Kabazytaksel (łac. cabazitaxelum) – organiczny związek chemiczny, lek cytostatyczny zaliczany do taksanów stosowany w leczeniu raka gruczołu krokowego opornego na kastrację.

## Mechanizm działania
Mechanizm działania jest podobny do innych taksanów i jest związany ze stabilizacją mikrotubul, co ostatecznie indukuje śmierć komórki. Mikrotubule są to struktury zbudowane z heterodimerów złożonych z α-tubuliny i β-tubuliny, odpowiadają one za utrzymanie kształtu komórki, procesy transportu wewnątrzkomórkowego oraz podziału komórki poprzez tworzenie wrzeciona podziałowego. Lek wiąże się z N-końcowymi aminokwasami podjednostki β-tubuliny budujących mikrotubule, promuje wydłużanie mikrotubul i blokuje ich dynamiczną depolimeryzację. Prowadzi to do zaburzenia przebiegu wielu procesów komórkowych, w tym zaburzenia rozdziału wrzeciona podziałowego i rozdziału chromosomów. Prowadzi to do zatrzymania cyklu komórkowego i indukcji apoptozy komórki. Ponadto kabazytaksel blokuje transport receptora androgenowego do jądra komórkowego i aktywację zależnych od niego genów.
Przełamanie oporności na docetaksel najprawdopodobniej jest związane z mniejszą wrażliwością na glikoproteinę P usuwającą różne leki z komórki, w tym także docetaksel, odmienną dynamiką oddziaływania na mikrotubule i odmiennym oddziaływaniem na szlak receptora androgenowego.

## Wskazania
Kabazytaksel w skojarzeniu z prednizonem albo prednizolonem jest stosowany w leczeniu przerzutowego raka gruczołu krokowego opornego na kastrację u leczonych wcześniej chemioterapią zawierającą docetaksel.

## Badania kliniczne
Skuteczność kabazytakselu została oceniona w wieloośrodkowym otwartym randomizowanym badaniu klinicznym III fazy TROPIC, w którym 755 chorych otrzymujących wcześniej hormonoterapię, po progresji po leczeniu docetakselem losowo przydzielono do leczenia za pomocą kabazytakselu z prednizonem lub mitoksantronu z prednizolonem. Pierwszorzędnym punktem końcowym badania była poprawa przeżycia całkowitego (OS), a drugorzędnymi punktami końcowymi było przeżycie wolne od progresji (PFS) oraz bezpieczeństwo leczenia. W badaniu stwierdzono, że kabazytaksel bardziej wydłużał przeżycie całkowite w porównaniu do mitoksantronu. Mediana przeżycia całkowitego u leczonych kabazytakselem wynosiła 15,1 miesiąca, podczas gdy w drugim ramieniu badania u leczonych mitoksantronem mediana przeżycia całkowitego wynosiła 12,7 miesiąca. Ponadto lek powodował poprawę mediany przeżycia wolnego od progresji (mediana 2,8 miesiąca dla kabazytakselu oraz 1,4 miesiąca dla mitroksantronu). Kabazytaksel wiązał się również z lepszą odpowiedzią biochemiczną mierzoną za pomocą stężenia PSA. Najczęstszymi istotnymi działaniami niepożądanymi podczas stosowania kabazytakselu były neutropenia oraz biegunka.
W badaniu FIRSTANA nie potwierdzono wyższości kabazytakselu nad docetakselem podczas stosowania w I linii leczenia raka gruczołu krokowego opornego na kastrację.

## Przeciwwskazania
Do przeciwwskazań należą:
- nadwrażliwość na kabazytaksel lub na jakąkolwiek substancję pomocniczą,
- neutropenia z liczbą neutrofilów poniżej 1500/mm³,
- zaburzenia czynności wątroby (stężenie bilirubiny powyżej górnej granicy normy lub aktywność ALT albo AST powyżej 1,5 górnej granicy normy),
- jednoczesne szczepienie szczepionką przeciwko żółtej febrze.

## Dawkowanie
Zwykle stosuje się kabazytaksel w dawce 25 mg/m² co 3 tygodnie w połączeniu z prednizonem lub prednizolonem w dawce 10 mg dziennie podawanym codziennie. W celu zmniejszenia ryzyka nadwrażliwości przed podaniem kabazytakselu stosuje się premedykację złożoną z leku przeciwhistaminowego, kortykosteroidu (zwykle 8 mg deksametazonu) oraz antagonisty receptora H2.

## Farmakokinetyka
Lek jest podawany dożylnie. In vitro kabazytaksel w 89–91% wiąże się z białkami surowicy, głównie z albuminą (82%) oraz lipoproteinami. Lek jest w 95% metabolizowany w wątrobie, głównie w 80–90% przez CYP3A4, a sam lek hamuje aktywność tego cytochromu. Wydalany jest głównie z kałem pod postacią licznych metabolitów, w niewielkim stopniu wydalany również przez nerki.

## Interakcje
Nie przeprowadzono badań dotyczących interakcji kabazytakselu podczas stosowania silnych inhibitorów i silnych induktorów CYP3A. Prawdopodobnie silne induktory CYP3A zmniejszają stężenie leku, a silne inhibitory podwyższają stężenie leku. Zaleca się unikanie i ostrożność podczas stosowania silnych inhibitorów CYP3A (ketokonazol, itrakonazol, klarytromycyna, atazanawir, indynawir, nefazodon, nelfinawir, rytonawir, sakwinawir, telitromycyna, worykonazol) oraz silnych induktorów CYP3A (fenytoina, karbamazepina, ryfampicyna, ryfabutyna, ryfapentyna, fenobarbital).

## Działania niepożądane
Do działań niepożądanych leku należą:
- bardzo często[a]: neutropenia, leukopenia, niedokrwistość, małopłytkowość, jadłowstręt, zaburzenia smaku, duszność, kaszel, biegunka, zaparcie, nudności, wymioty, ból brzucha, łysienie, ból pleców, ból stawów, krwiomocz, zmęczenie, astenia, gorączka,
- często[b]: zakażenia, gorączka neutropeniczna, nadwrażliwość, odwodnienie, hipokaliemia, hiperglikemia, niepokój, neuropatia obwodowa, parestezje, zawroty głowy, szumy uszne, ból głowy, niedoczulica, zapalenie spojówek, zwiększone łzawienie, tachykardia, migotanie przedsionków, niedociśnienie, hipotonia ortostatyczna, nadciśnienie tętnicze, zakrzepica żył głębokich, niestrawność, choroba refluksowa przełyku, ból kończyn, ból mięśniowy, niewydolność nerek, zatrzymanie moczu, nietrzymanie moczu, częstomocz, dreszcze, złe samopoczucie.

## Specjalne środki ostrożności
Reakcje nadwrażliwości
Podczas leczenia kabazytakselem mogą wystąpić reakcje nadwrażliwości obejmujące uogólnioną wysypkę, rumień, niedociśnienie oraz skurcz oskrzeli. Przed podaniem leku chorzy powinni otrzymać premedykację, a także być poddani obserwacji, szczególnie podczas pierwszego i drugiego wlewu.
Neutropenia
Neutropenia jest najczęstszym działaniem niepożądanym występującym po zastosowaniu kabazytakselu. Podczas leczenia kabazytakselem w celu zmniejszenia ryzyka wystąpienia neutropenii chorzy mogą otrzymywać profilaktykę z zastosowaniem G-CSF. W przypadku wystąpienia przedłużającej się neutropenii lub wystąpienia gorączki neutropenicznej redukuję się dawkę leku.
Zaburzenia żołądkowo-jelitowe (nudności, wymioty, biegunka)
Jeżeli po podaniu kabazytakselu pojawia się biegunka to leczenie polega na podaniu leków przeciwbiegunkowych oraz odpowiedniego nawodnienia. Nudności i wymioty leczy się lekami przeciwwymiotnymi.
Neuropatia obwodowa
Podczas leczenia kabazytakselem może pojawiać się neuropatia obwodowa pod postacią neuropatii czuciowej z parestezjami i obwodowej neuropatii ruchowej. W przypadku utrzymującej się nasilonej neuropatii (powyżej G2) może być konieczna redukcja dawki.
Zaburzenie czynności nerek
W trakcie leczenia jest konieczne odpowiednie nawodnienie chorych oraz okresowa kontrola stężenia kreatyniny.